# Бесарабия
Бесарабия е историко-географска област в днешна Молдова и Украйна, разположена между реките Прут и Днестър.

## География
Географски Бесарабия заема територията, ограничена на изток и север от река Днестър, на запад – от река Прут и на юг – от Дунав и Черно море. Най-северните, както и южните ѝ части се намират на територията на Украйна, а средният дял – в Молдова. Площта на Бесарабия е приблизително 45 600 km2. По-голямата част от областта е заета от хълмисти равнини и степи. Главните градове в Бесарабия са Кишинев (столицата на Република Молдова), Измаил, Болград и Хотин.

## История
Името „Бесарабия“ произхожда от династията на влашките войводи Басараби, които в края на XIV и началото на XV век владеят за кратко района между Килия и Белгород Днестровски.
До 1812 година под името „Бесарабия“ е известен районът на Буджака, контролиран от татарски и ногайски племена. През 1812 година този район, както и източната част на Княжество Молдова е завладяна от Русия и названието „Бесарабия“ се разпростира върху цялата територия между Прут и Днестър. Създадена е Бесарабска област, а от 1873 година – губерния с център Кишинев. До края на 20-те години на XIX век населението на Бесарабия се ползва с редица автономни права, които са свързани с управленските традиции на молдовското княжество. В Буджака, на мястото на изселените ногайци се заселват българи от Тракия – от Ямбол и Ямболския край, от Карнобат и Карнобатско, от Сливен и Сливенско, от Източна Тракия, и от Балкана и от други краища на България, немци, руснаци, молдовани, украинци и други преселници.
През 1918 година, в края на Първата световна война, Бесарабия се обявява за независима, след което е присъединена към Румъния. Тя е анексирана от Съветския съюз през 1940 след Пакта Молотов-Рибентроп и отново в края на Втората световна война. Върху основната част от територията на Бесарабия е създадена Молдавска ССР, а северната и южната част са присъединени към Украинската ССР. Днес тези две съветски републики са независимите държави Молдова и Украйна.

## Други
На Бесарабия е наречена улица в кварталите „Хаджи Димитър“, „Васил Левски“ и „Христо Ботев“ в София (Карта).